# Cova dels Canelobres
La cova dels Canelobres està situada a Busot (l'Alacantí), a 23 km de la ciutat d'Alacant i a 39 km de Benidorm. Es troba a 700 m d'altitud i a la falda septentrional del Cabeçó d'Or. Dins de la cova, hi ha una de les voltes més altes de la península Ibèrica, d'uns 70 m, similar a la d'una catedral. Durant la seua visita, es poden admirar les formes capritxoses que han anat prenent les diferents concrecions, tals com: canelobres, meduses, orgues i multitud de formes espectaculars.
La sala visitable és un espai de més de 80.000 m³, al qual s'accedix a través d'un túnel obert durant la Guerra civil, d'uns 45 m de llarg. Les altres sales estan reservades als espeleòlegs.
Dins, la primera impressió és la grandiositat i l'altura de la seua volta. A vegades, les seues condicions acústiques i ambientals s'aprofiten per a espectacles amb la música com a protagonista. La visita guiada descendix fins a un conjunt conegut com la Sagrada Família, en la qual destaca una columna de més de 25 m.
Més endavant, al centre de la sala, es contempla l'estalagmita anomenada el Canelobre, de més de 100.000 anys d'antiguitat; a més, es pot veure una descomunal colada que cobrix pràcticament tot el lateral de la sala. En baixar al fons, s'aprecia tota l'altura de la volta.
Són destacables de la cova, a més de les dimensions, els abundants exemples d'espeleotemes que s'hi poden trobar: estalactites i estalagmites, columnes, meduses, colades, i fins i tot d'excèntriques.